# Dan McCafferty
William Daniel McCafferty (Dunfermline, Escocia; 14 de octubre de 1946 - 8 de noviembre de 2022) fue un cantante británico, conocido por haber sido el vocalista de Nazareth desde 1968 hasta su retiro en 2013, debido a problemas de salud. Es clásica su voz en la interpretación de 'Love Hurts' cuyo autor es Boudleaux Bryant y que hizo identificable al grupo a nivel mundial.
McCafferty fue uno de los miembros fundadores de la banda Nazareth, fundada en 1968. Ha participado en todos los álbumes de Nazareth, junto con su compañero Pete Agnew. Durante toda su carrera ha grabado tres discos solistas, Dan McCafferty en 1975, Into the Ring de 1987 y Last Testament de 2019. Hair of the Dog (1975) su sexto álbum editado, es considerado su masterpiece (obra maestra) del grupo, en el género de Hard Rock.

## Biografía
Nació en Dunfermline, Fife. Bajo la influencia de artistas como Little Richard, Elvis Presley, Chuck Berry y Otis Redding, se convirtió en uno de los miembros fundadores del grupo Nazareth en 1968. Apareció en todos los álbumes de Nazareth hasta 2014 y estuvo de gira con ellos durante 45 años. Coescribió algunos de los grandes éxitos de Nazareth, incluidos "Broken Down Angel" y "Bad Bad Boy". Lanzó tres álbumes en solitario.
Estaba casado y tenía dos hijos. Falleció el 8 de noviembre del 2022. No se mencionaron las causas de su fallecimiento.

## Discografía en solitario
Álbumes
- Dan McCafferty (1975)
- Into the Ring (1987)
- Last Testament (2019)

Sencillos
- "Out of Time" (1975) # 41 UK
- "Watcha Gonna Do About It" (1975)
- "Stay With Me Baby" (1978)
- "The Honky Tonk Downstairs" (1978)
- "Dreamin'" ([1981)
- "Starry Eyes" (1987)
- "Tell Me" (2019)
- "Home Is Where The Haert Is" (2019)
- "You And Me" (2019)
- "You And Me (Video Version)" (2019)

## Discografía con Nazareth

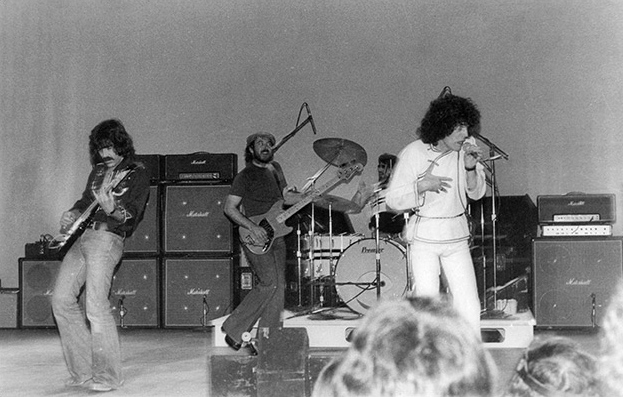
Nazareth

Álbumes
- Nazareth (1971)
- Exercises (1972)
- Razamanaz (1973)
- Loud 'n' Proud (1973)
- Rampant (1974)
- Hair of the Dog (1975)
- Close Enough for Rock 'n' Roll (1976)
- Play 'n' the Game (1976)
- Expect No Mercy (1977)
- No Mean City (1979)
- Malice in Wonderland (1980)
- The Fool Circle (1981)
- 2XS (1982)
- Sound Elixir (1983)
- The Catch (1984)
- Cinema (1986)
- Snakes 'n' Ladders (1989)
- No Jive (1991)
- Move Me (1994)
- Boogaloo (1998)
- The Newz (2008)
- Big Dogz (2011)
- Rock 'n' Roll Telephone (2014)